# 佐藤淳 (検察官)
佐藤 淳 (さとう あつし) は、日本の検察官。
1992(平4)年 上智大学法学部卒
1994年 検事任官 東京地検検事
1995年 前橋地検検事
1997年 名古屋地検検事
2000年 東京地検検事
2008年 横浜地検検事
2010年 (併)法務省大臣官房秘書課付
2010年 (併)法務大臣秘書官事務取扱(〜2011年9月)
2010年 法務省矯正局参事官
2011年 東京地検検事 
(併) 法務省大臣官房付
2011年4月 法務省刑事局参事官
2012年9月 東京地検検事
2015年4月 東京高検検事
2016年4月 法務省刑事局公安課長
2017年1月 法務省刑事局刑事課長
2017年7月 法務省大臣官房施設課長
2019年4月 出入国在留管理庁審議官(総合調整担当)
2022年1月 富山地検検事正
2023年1月 法務省官房長
2025年7月 法務省刑事局長

## 人物
宮城県出身。1992年上智大学法学部卒業後、1994年検事任官。46期。
法務省矯正局参事官、法務省刑事局参事官、東京地方検察庁刑事部副部長、東京地方検察庁特別捜査部副部長、法務省刑事局公安課長、法務省刑事局刑事課長、法務省大臣官房施設課長、出入国在留管理庁審議官（総合調整担当）を歴任。
2022年富山地方検察庁検事正、2023年法務省大臣官房長。